# Congrès des Républicains de 2025
Le congrès des Républicains de 2025 est une élection interne organisée les 17 et 18 mai 2025 afin de désigner le président du parti politique français de droite Les Républicains (LR).
Il intervient après de mauvais résultats électoraux et une crise interne due à la décision d'Éric Ciotti, élu président du parti en 2022, de nouer une alliance avec le Rassemblement national aux élections législatives de 2024.
Le scrutin voit s'affronter deux candidats : Bruno Retailleau, ministre de l'Intérieur, et Laurent Wauquiez, ancien dirigeant du parti et président du groupe à l'Assemblée nationale. Bruno Retailleau l'emporte avec 74,3 % des suffrages exprimés.

## Contexte et enjeux
Ce congrès intervient après plusieurs années de mauvais résultats électoraux pour LR, parti successeur de l'UMP. Élu face à Bruno Retailleau au second tour du congrès de 2022, Éric Ciotti provoque une grave crise interne en 2024 en annonçant une alliance avec le Rassemblement national (RN) en vue des élections législatives faisant suite à la dissolution décidée par le président de la République, Emmanuel Macron.
Alors que ces élections conduisent à une instabilité sans précédent sous la Cinquième République, Michel Barnier, issu des rangs LR, est nommé Premier ministre par le président Macron : il constitue un gouvernement avec les partisans de ce dernier alors que Les Républicains se refusaient jusqu'ici à rejoindre le « bloc central ». Trois mois plus tard, le gouvernement est renversé, une première depuis 1962. François Bayrou accède ensuite à Matignon, alors que la question du maintien de LR au gouvernement se pose.
Ce scrutin interne est perçu comme déterminant en vue des échéances électorales à venir dans un contexte de recomposition politique après deux quinquennats Macron et de poussée de l'extrême droite. Les analystes estiment qu'un résultat clair donnerait au nouveau président de LR un élan important pour incarner la droite à la prochaine élection présidentielle, tandis qu'une victoire plus serrée compliquerait les choses face à des candidats d'autres partis comme Édouard Philippe, ou des soutiens de Bruno Retailleau tels que David Lisnard ou Xavier Bertrand.

## Modalités
Le scrutin, que le candidat Bruno Retailleau souhaitait se voir tenir en avril 2025, est fixé par la direction de LR aux samedi 17 mai (à partir 18 heures, heure en France métropolitaine) et dimanche 18 mai 2025 (même heure),. Il se tient de façon électronique, à domicile voire sur place depuis un ordinateur dans un bureau de vote local, au moyen de deux identifiants et du numéro d'adhérent,.
Alors qu'il était menacé de disparition lors de la crise interne de 2024, le parti revendique une multiplication quasiment par trois de son nombre d'adhérents à jour de cotisation durant les deux premiers mois de la campagne du congrès : 43 859 au 13 février 2025 contre 121 617 retenus par la haute autorité du parti à la date du 17 avril, jour limite pour adhérer afin de voter au congrès,.

## Candidats
| Soutiens, |
| --- |
| - Députés : Patrick Hetzel - Sénateurs : Gérard Larcher, Didier Mandelli, Agnès Evren, Max Brisson, Dominique Estrosi Sassone, Frédérique Puissat, Laurent Somon, Muriel Jourda, Philippe Mouiller, Claude Nougein, Cédric Perrin, Jean-François Rapin, Christine Lavarde, Marc-Philippe Daubresse, Laurence Garnier, Jacqueline Eustache-Brinio, Michel Savin - Députés européens : François-Xavier Bellamy - Autres personnalités : Pascal Coste, Valérie Pécresse, Michel Barnier, David Lisnard, Xavier Bertrand, Jean-François Copé, Othman Nasrou, Frédéric Soulier, François Fillon. |

| Soutiens |
| --- |
| - Députés : Fabien Di Filippo, Vincent Jeanbrun, Michèle Tabarot, Jean-Didier Berger, Émilie Bonnivard - Sénateurs : Laurent Duplomb - Députés européens : - Autres personnalités : Florence Portelli, Christian Jacob, Yannick Neuder |

## Campagne
Élu en Vendée sous la bannière du MPF de Philippe de Villiers avant de présider le groupe Les Républicains au Sénat, Bruno Retailleau est le ministre LR le plus en vue au sein des gouvernements Barnier puis Bayrou, formés après les élections législatives anticipées de 2024. Il se fait ainsi connaître du grand public en tant que ministre de l'Intérieur en mettant en avant ses discours de fermeté sur l'immigration et l'insécurité, ce qui dérange parfois au sein de la coalition EPR. Il devient rapidement l'une des personnalités politiques préférées des Français et le favori du congrès pour remplacer Éric Ciotti.
De son côté, ministre sous la présidence de Nicolas Sarkozy, Laurent Wauquiez a remporté le congrès LR de 2017 avant de quitter la présidence du parti après le mauvais résultat des élections européennes de 2019 et de revenir dans la vie politique nationale lors des élections législatives de 2024. Souvent présenté comme le candidat naturel des Républicains à l'Élysée depuis la défaite de François Fillon en 2017, il devient outsider après l'émergence inattendue de Bruno Retailleau. À deux mois du congrès de 2025, le président du groupe Droite républicaine annonce son souhait de se présenter à la prochaine élection présidentielle alors que Bruno Retailleau est pressenti pour être candidat,,,.
Bruno Retailleau et Laurent Wauquiez adoptent des tactiques de campagne différentes. Ce dernier effectue un « tour de France » afin de rencontrer les militants dans leurs fédérations, sur le modèle revendiqué de la campagne présidentielle de proximité conduite en 1995 par Jacques Chirac, longtemps donné battu. Pour sa part, Bruno Retailleau — qui a rallié sur sa candidature la plupart des élus LR dans ce qui est qualifié de « front anti-Wauquiez » — joue sur sa visibilité médiatique alors qu'il dispose de moins de temps pour se rendre sur le terrain du fait de ses fonctions ministérielles,,.
Alors que la droite craint une nouvelle « guerre des chefs » à l'instar de la campagne présidentielle de 1995 ou du congrès de l'UMP de 2012, Laurent Wauquiez attaque Bruno Retailleau sur son impuissance supposée au sein du gouvernement Bayrou, qu'il a refusé d'intégrer. Tantôt jugé modéré tantôt populiste face à un concurrent souvent classé plus à droite, il propose, en fin de campagne, d'envoyer dans un centre de rétention à Saint-Pierre-et-Miquelon des personnes sous obligation de quitter le territoire français et envisage une alliance avec l'élue d'extrême droite Sarah Knafo. Au niveau économique, il prône notamment la « sortie du RSA à vie » pour ceux « aptes au travail »,,.

## Résultats

### Au niveau national
Une heure après la clôture du scrutin, Annie Genevard proclame les résultats suivants :
| Candidats                | Candidats                | Voix    | %      |
| ------------------------ | ------------------------ | ------- | ------ |
|                          | Bruno Retailleau         | 72 629  | 74,31  |
|                          | Laurent Wauquiez         | 25 107  | 25,69  |
|                          |                          |         |        |
| Votes valides            | Votes valides            | 97 736  | 99,62  |
| Votes blancs             | Votes blancs             | 374     | 0,38   |
| Total                    | Total                    | 98 110  | 100,00 |
| Abstention               | Abstention               | 23 507  | 19,33  |
| Inscrits / participation | Inscrits / participation | 121 617 | 80,67  |

## Analyse et suites
Bien qu'attendue, la victoire de Bruno Retailleau est plus importante que prévue. Après son élection, il reste ministre de l'Intérieur, comme annoncé durant la campagne.
La défaite de Laurent Wauquiez est attribuée à de multiples facteurs : longue absence médiatique après sa démission de la présidence de LR en 2019 ; refus d'organiser le congrès dès 2024 (alors que Bruno Retailleau n'envisageait alors pas d'être candidat) après avoir renoncé à participer à la primaire de 2021 et au congrès du parti de 2022 ainsi qu'à intégrer les gouvernements Barnier et Bayrou ; ligne idéologique fluctuante et sans marqueurs forts dans le débat politique ; fortes inimitiés dans le parti.